# La Couleur du baseball
Pour plus de détails, voir Fiche technique et Distribution.
La Couleur du baseball (Soul of the Game), aussi intitulé L'Équipe rebelle lors de sa distribution en VHS en France, est un téléfilm américain réalisé en 1996 par Kevin Rodney Sullivan.

## Synopsis
Basé sur des faits réels, La Couleur du baseball suit trois vedettes de la Negro League de baseball (Satchel Paige, Jackie Robinson et Josh Gibson) juste après la seconde Guerre mondiale. Ces derniers prétendent jouer en Ligue majeure, pourtant interdite aux joueurs noirs, ségrégation oblige. Branch Rickey, propriétaire des Brooklyn Dodgers, brisa cet interdit en enrôlant Jackie Robinson en 1947, ouvrant la voie aux réformes dans le domaine de l'intégration raciale aux États-Unis.

## Fiche technique
- Titre : La Couleur du baseball
- Titre original : Soul of the Game
- Réalisation : Kevin Rodney Sullivan
- Scénario : Gary Hoffman et David Himmelstein
- Musique : Lee Holdridge

## Distribution
- Delroy Lindo : Satchel Paige
- Blair Underwood : Jackie Robinson
- Mykelti Williamson : Josh Gibson
- Edward Herrmann : Branch Rickey
- Richard Riehle : Pete Harmon